# Kościół Świętego Krzyża i Świętego Filipa Neri w Tarnowie
Kościół Świętego Krzyża i Świętego Filipa Neri – kościół parafialny znajdujący się w Tarnowie, należący do rzymskokatolickiej parafii pod tym samym wezwaniem w dekanacie Tarnów Południe, części diecezji tarnowskiej. 

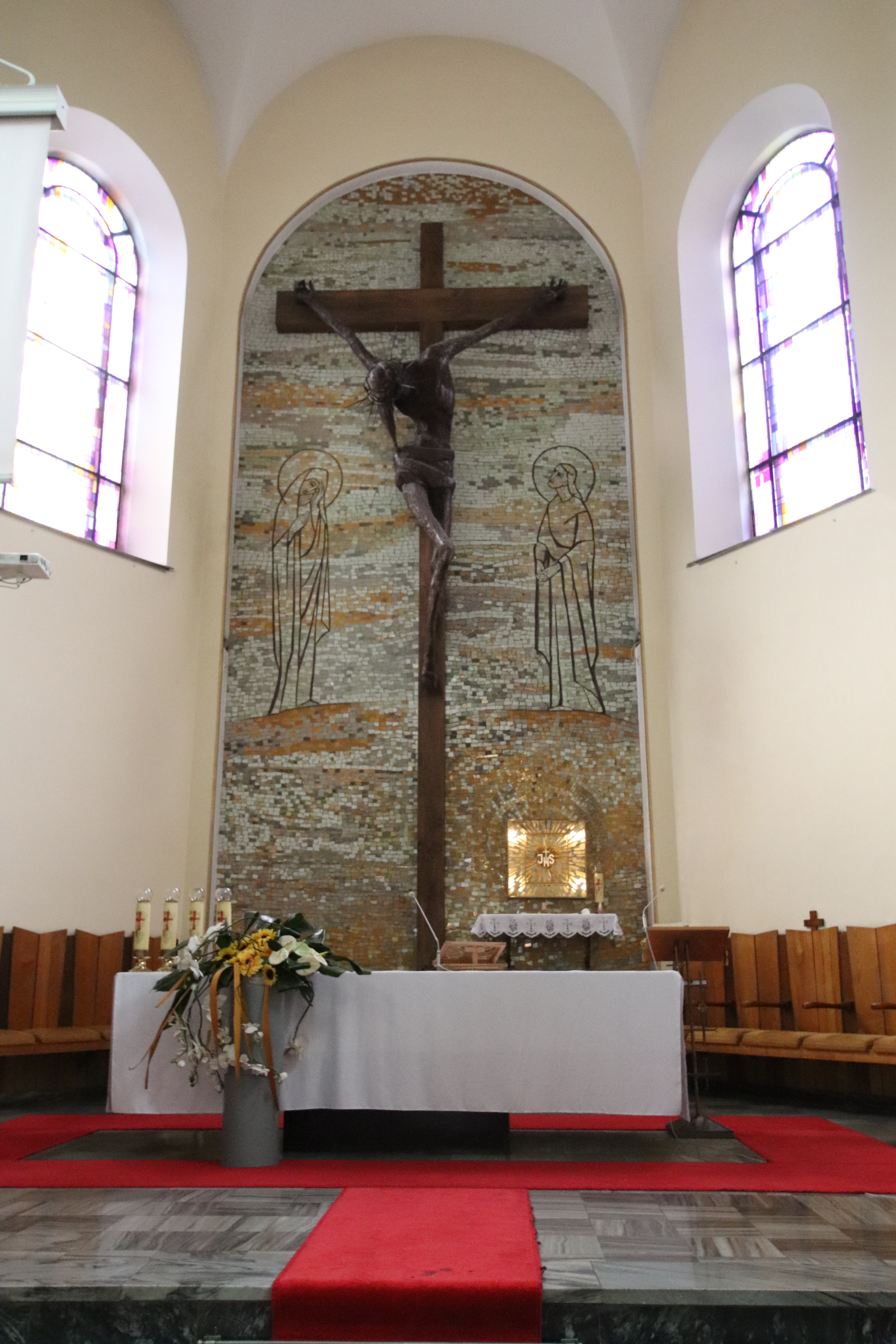
Wnętrze świątyni

Kościół został zbudowany w latach 1878–79, przez filipinów, według projektu architekta Karola Polityńskiego. Kierownikiem prac budowlanych był inżynier Łupkiewicz. W 1879 roku świątynię konsekrował biskup tarnowski Józef Alojzy Pukalski. W 1883 roku kościół został rozbudowany o początkowo niezrealizowane prezbiterium. W 1905 roku została dobudowana nowa zakrystia, a dawna została przeznaczona na kaplicę Matki Bożej. W 1966 roku częściowo zostały przebudowane i na nowo zaaranżowane wnętrza według projektu architekta Krzysztofa Domagalskiego. W 1998 roku biskup tarnowski Wiktor Skworc erygował przy świątyni parafię. 
Budowla reprezentuje styl neoromański. Świątynia jest murowana, wzniesiona z cegły i otynkowana. Posiada jedną nawę z krótkim prezbiterium zamkniętym trójbocznie, przy którym od strony wschodniej jest umieszczona mała zakrystia. Od strony północnej, wzdłuż całej świątyni jest położona kaplica św. Filipa Neri utworzona z dawnej zakrystii i części przyległego budynku klasztornego, od strony południowej znajduje się podobna kaplica Matki Boskiej. Nawę nakrywa sklepienie krzyżowe, prezbiterium wielopolowe, a kaplicę żaglaste. Sklepienia nawy są rozdzielone zdwojonymi gurtami, przechodzącymi w podobne pilastry. Nowsze arkady rozdzielające nawę od kaplic są zamknięte półkoliście. Okna są zamknięte półkoliście. Chór muzyczny posiada konstrukcję żelbetową i jest wbudowany do wnętrza nawy. Elewacje zewnętrzne posiadają skromne podziały ramowe z fryzami arkadkowymi. Portal główny jest ujęty trójkątną obudową, nad nim znajduje się okno koliste. Budowla nakryta jest dachami dwuspadowymi i pulpitowymi, złożonymi z blachy.